# Encreuament (ficció)
Un  encreuament (en anglès, crossover) és la interrelació d'històries o personatges de diferents llocs, ja sigui de televisió (com el vist entre Crossing Jordan i Las Vegas), de còmics (Civil War, Crisi Infinita) entre diferents editorials (Lliga de la Justícia d'Amèrica/Els Venjadors), videojocs (Super Smash Bros Brawl, Final Fantasy: Dissidia) o al cinema com en el cas de Freddy vs. Jason i Alien versus Predator, entre d'altres. Normalment, són maniobres de màrqueting o publicitat per atreure l'atenció del públic en general, aprofitant la imaginació entusiasta del públic i la seva curiositat per saber el que passaria si X conegués Y sota Z situació, circumstància o ambient, o l'específic d'un dels implicats en aquest encreuament sobre l'altre.

## Característiques
El públic imaginatiu i creatiu somia a veure els seus personatges favorits interaccionar en un mateix context, ja que generalment aquests es pressuposen separats, diferents, que no tenen a veure l'un amb l'altre, són per tant independents i autònoms al respecte, i per això mateix el crossover impressiona al públic quan aquest es porta a terme, ja que en general el públic mitjà no esperava que es donés aquesta unió i interacció, suposant llavors.
| Univers              | Personatge | Història |
| 1                    | X          | A        |
| 2                    | Y          | B        |
| Llavors... 1 fusió 2 | X + Y      | Z        |

Això es tradueix com a resultat, en el desenvolupament d'una història la qual en un inici es presumia impossible, no realitzable.
Si s'agreguen més elements a aquesta "equació" es trobarà que els resultats que llancen tenen possibilitats pràcticament infinites.